# Superbrain - Le supermenti (terza edizione)
(Paola Perego prima di ogni prova)
La terza edizione di Superbrain - Le supermenti è andata in onda dal 12 gennaio al 2 febbraio 2018, con la conduzione di Paola Perego nel venerdì sera di Rai 1.
A differenza delle precedenti edizioni, in questa edizione non viene proclamato un unico vincitore alla fine del programma, poiché ogni puntata proclama alla fine un singolo vincitore che si aggiudica un premio di 20.000€. 

## Dettaglio delle puntate

### Prima puntata
La prima puntata è andata in onda venerdì 12 gennaio 2018.
| Sfida № | Concorrente       | Denominazione         | Prova | Esito    | Votazione della giuria | Votazione del pubblico | Votazione totale |
| ------- | ----------------- | --------------------- | --- | -------- | ---------------------- | ---------------------- | ---------------- |
| 1       | Amos Tesciuba     | Occasione imperdibile | Calcolare l'esatto prezzo di tre automobili con i dati forniti da tre lunghi e dettagliati discorsi di un ipotetico venditore, letti velocemente da Paolo Bonolis   | POSITIVO | 8,3                    | 8,2                    | 16,5             |
| 2       | Federico Gengotti | A prima vista         | Notare le uniche differenze di tre coppie di filmati estremamente dettagliati e apparentemente uguali                                                               | POSITIVO | 8,7                    | 8                      | 16,7             |
| 3       | Matteo di Cianni  | Missione impossibile  | Memorizzare dieci codici di nove cifre ciascuno, con cui aprire, appeso ad una corda ed in sequenza casuale, altrettante casseforti                                 | POSITIVO | 8,7                    | 8,4                    | 17,1             |
| 4       | Tess Tedeschi     | Mi fido di te         | Riconoscere bendata le razze di cinque cani mediante il contatto tattile con le loro lingue                                                                         | POSITIVO | 8,7                    | 8,1                    | 16,8             |
| 5       | Mara Brescianini  | Piacere di conoscerti | Ricordare le caratteristiche (nome, iniziale del cognome, fattezze del volto, particolarità) di tre individui su cento membri del pubblico incontrati in precedenza | POSITIVO | 8,7                    | 7,5                    | 16,2             |

### Seconda puntata
La seconda puntata è andata in onda venerdì 19 gennaio 2018.
| Sfida № | Concorrente         | Denominazione          | Prova | Esito    | Votazione della giuria | Votazione totale |
| ------- | ------------------- | ---------------------- | --- | -------- | ---------------------- | ---------------- |
| 1       | Alberto Cignoni     | A ruota libera         | Riuscire ad indicare il nome di 6 evoluzioni compiute da un atleta in bicicletta ascoltando il rumore delle ruote su una pedana. | POSITIVO | 7,7                    | 13,7             |
| 2       | Giuliano Migliarini | Il pelo sull'uovo      | Distinguere un uovo (dopo averlo visualizzato), tra altre 199 uova                                                               | POSITIVO | 6,7                    | 12,7             |
| 3       | Caterina Ciccarelli | Tutti alla lavagna     | Riconoscere 3 dei suoi alunni ascoltando il suono del gessetto da loro usato per scrivere sulla lavagna.                         | POSITIVO | 7,3                    | 14,3             |
| 4       | Pasquale Mazzarelli | Corsa contro il domino | Riuscire a sommare i numeri riportati su 100 grandi tessere di domino prima che l'ultimo pezzo cada.                             | POSITIVO | 6,3                    | ?                |
| 5       | Giovanni Guzzo      | Questione di tatto     | Toccando un vasetto di plastica, deve riconoscere il tipo di yogurt o dessert che conteneva. Sono 5 vasetti su un totale di 50.  | POSITIVO | 8,0                    | 16,0             |

### Terza puntata
La terza puntata è andata in onda venerdì 26 gennaio 2018.
| Sfida № | Concorrente      | Denominazione       | Prova | Esito    | Votazione della giuria | Votazione totale |
| ------- | ---------------- | ------------------- | --- | -------- | ---------------------- | ---------------- |
| 1       | Carlo Chirizzi   | Silenzio, maestro!  | Riconoscere 3 brani musicali tra 30 guardando solo i movimenti delle mani del direttore d'orchestra.                                                      | NEGATIVO | 7.7                    | 13,3             |
| 2       | Anjeza Rruci     | L'incastro perfetto | La concorrente, bendata, deve riusicre a passare all'interno di 5 sagome in movimento dopo averne memorizzato forma e disposizione.                       | POSITIVO | 8.7                    | 16,3             |
| 3       | Maurizio Petrini | Prego, si accomodi  | Il concorrente, dopo aver osservato e memorizzato 100 persone del pubblico, deve individuare le 3 che sono state successivamente cambiate a sua insaputa. | POSITIVO | 8.0                    | 15,0             |
| 4       | Tommaso Carloni  | Baci al dentifricio | Dopo che la sua partner si è lavata i denti il concorrente, baciandola, deve riconoscere i 3 diversi dentifrici che ha usato tra 20.                      | NEGATIVO | 7.7                    | 12,0             |
| 5       | Emilia Chicca    | Memoria telefonica  | Dopo aver memorizzato 50 numeri telefonici abbinati a 50 codici QR, Emilia deve indicare i 3 numeri di telefono associati a 3 codici scelti a caso.       | POSITIVO | 9,0                    | 17,3             |

### Quarta puntata
La quarta puntata è andata in onda venerdì 2 febbraio 2018.
| Sfida № | Concorrente        | Denominazione               | Prova | Esito    | Votazione della giuria | Votazione totale |
| ------- | ------------------ | --------------------------- | --- | -------- | ---------------------- | ---------------- |
| 1       | Roberta Alice      | L'ordine della giarrettiera | Dopo aver osservato e memorizzato la combinazione di giarrettiere e coccarde indossate da 25 ballerine di Cancan, deve ripetere l'esatta sequenza di queste combinazioni.                                                         | POSITIVO | 8.7                    | 16,2             |
| 2       | Filippo Tomola     | 90º minuto                  | Il concorrente, guardando la rappresentazione grafica dei movimenti che un calciatore ha compiuto durante i 90 minuti di una partita, deve indicare il nome del giocatore, di quale incontro si tratta e il suo risultato finale. | POSITIVO | 8.7                    | 17,3             |
| 3       | Simone Rosati      | Il dado è tratto            | Il concorrente deve memorizzare 50 serie di 4 dadi e, successivamente, ripetere l'esatta sequenza di 5 di queste serie scelte a caso.                                                                                             | POSITIVO | 9.0                    | 17,3             |
| 4       | Francesco Bruzzese | Prestate orecchio           | Il concorrente, bendato, dopo aver toccato le orecchie di una persona scelta a caso dovrà poi ritrovarla tra 15 persone. | POSITIVO | 7.0                    | 13,4             |
| 5       | Michele Giannoni   | La carta mancante           | Dopo aver osservato e memorizzato la sequenza delle carte di 3 mazzi, il concorrente deve individuare quale carta è stata tolta da ciascun mazzo.                                                                                 | NEGATIVO | 7.0                    | 12,2             |

Al termine di questa puntata si è esibita Rinne Tsujikubo (辻窪凛音), 12 anni, di Saitama, per dimostrare la sua capacità di calcolare addizioni, moltiplicazioni e divisioni di molte cifre in pochissimi secondi.

## Ascolti
| Puntata | Messa in onda   | Telespettatori | Share  | Giuria                                               | Ospite internazionale | Ospite fisso   |
| ------- | --------------- | -------------- | ------ | ---------------------------------------------------- | --------------------- | -------------- |
| 1       | 12 gennaio 2018 | 4 219 000      | 18,40% | Francesco Giorgino, Valeria Marini e Paolo Bonolis   | Rüdiger Gamm          | Dario Bandiera |
| 2       | 19 gennaio 2018 | 4 065 000      | 18,10% | Amadeus, Aida Yespica e Roberto Giacobbo             | Ramón Campayo         | Dario Bandiera |
| 3       | 26 gennaio 2018 | 3 822 000      | 17,30% | Salvatore Esposito, Marco Liorni e Antonella Clerici | Seth Colin Porges     | Dario Bandiera |
| 4       | 2 febbraio 2018 | 3 872 000      | 17,80% | Gabriel Garko, Claudia Gerini e Antonio Cabrini      | Rinne Tsujikubo       | Dario Bandiera |
| Media   | Media           | 3 995 000      | 17,90% |                                                      |                       |                |